# Nappanee
Nappanee é uma cidade localizada no estado americano de Indiana, entre os condados de Elkhart e Kosciusko.

## Demografia
Segundo o censo americano de 2000, a sua população era de 6710 habitantes.
Em 2006, foi estimada uma população de 7070, um aumento de 360 (5.4%) habitantes.

## Geografia
De acordo com o United States Census Bureau a cidade tem uma área de
9,6 km², dos quais 9,6 km² estão cobertos por terra e 0,0 km² estão cobertos por água.

## Localidades na vizinhança
O diagrama seguinte representa as localidades num raio de 20 km ao redor de Nappanee.